# АПЭКС (космический проект)
АПЭ́КС (Активный Плазменный ЭКСперимент) — международный проект по изучению магнитосферы и ионосферы Земли, осуществлявшийся в 1992—1999 годах. Проект реализован в рамках программы «Интеркосмос» как продолжение и развитие эксперимента «Активный», проводимого в 1989—1991 годах на спутнике «Интеркосмос-24». Основным содержанием проекта «АПЭКС» были эксперименты по исследованию околоземной плазмы и магнитосферно-ионосферного взаимодействия в условиях воздействия электронных и ионных пучков, инжектируемых с борта космического аппарата «Интеркосмос-25». Возникающие эффекты регистрировались приборами самого аппарата и субспутника «Магион-3», находившегося на контролируемом расстоянии от основного спутника. Важной частью программы были пассивные исследования природных и антропогенных явлений в магнитосфере и ионосфере. Проведение измерений с двух космических аппаратов, оснащённых аналогичными комплексами инструментов, позволило различать вариации изучаемых явлений, происходящие в пространстве и во времени. В проекте «АПЭКС» участвовали научные организации России, Украины, Чехии, Польши, Болгарии, Германии, Румынии, Венгрии, США, Франции, Индии.

## Активные космические эксперименты
Первыми активными экспериментами в космосе можно считать атмосферные и заатмосферные ядерные испытания, в ходе которых проводилось и изучение возникающих в ионосфере эффектов. Затем начались эксперименты с ускорителями заряженных частиц, устанавливаемых на геофизических ракетах и космических аппаратах. Позже стали проводиться опыты с излучением электромагнитных волн различных диапазонов и изучению критической ионизации при инжекции нейтрального газа. Во всех этих экспериментах возникают сходные эффекты в околоземной плазме: её нагрев, появление электрических полей и токов, ускорение частиц, возникновение КНЧ-ОНЧ и Альвеновских волн. В многоспутниковых экспериментах изучается развитие этих эффектов в пространстве и движение заряженных частиц, инжектированным одним аппаратом и регистрируемых на другом, вдоль силовых линий геомагнитного поля.
Ещё одним важным направлением активных экспериментов в космосе является управление электрическими зарядами, приобретаемыми космическим аппаратом при взаимодействии с космической плазмой и особенно при прохождении радиационных поясов. Образование таких зарядов может оказывать существенное влияние на работу космического аппарата, вызывать сбои в работе его аппаратуры и ускоренную деградацию солнечных батарей. Для защиты космических аппаратов от влияния электрических зарядов применяются как пассивные методы, такие как электрическое экранирование и выравнивание электрического потенциала на поверхности аппарата, так и активные, в основе которых лежит сброс электрического заряда с поверхности аппарата с помощью инжекции электронных или ионных пучков.

## Задачи проекта АПЭКС
В проекте предполагалось продолжение исследований околоземного пространства, начатых в эксперименте «Активный» на спутнике «Интеркосмос-24». Проект начинался под названием «Активный-2» и был официально переименован в «АПЭ́КС» (Активный Плазменный ЭКСперимент) в 1990 году. Целью проекта было изучение воздействия модулированных электронных и плазменных пучков и порождаемых ими электромагнитных волн на ионосферу и магнитосферу Земли. В ходе экспериментов исследовались электрические поля и токи, через которые происходит взаимодействие ионосферы и магнитосферы, а также потоки заряженных частиц вдоль силовых линий магнитного поля Земли. Эти поля и токи, усиливающиеся во время магнитных бурь, порождают полярные сияния и всплески радиошумов, осложняющих радиосвязь. Исследования по проекту «АПЭ́КС» проходили в 1992—1999 годах на космических аппаратах «Интеркосмос-25» и «Магион-3». В проведённых экспериментах изучалось взаимодействие генерируемых электронных и ионных пучков с естественными структурами в околоземной плазме, искусственно вызывались явления, аналогичные естественным, такие как полярные сияния, моделировались физические процессы в плазме, невоспроизводимые в лабораторных условиях. С помощью установленных на спутниках приборов проводилось также пассивное изучение явлений в ионосфере и магнитосфере.
В ходе проводимых экспериментов исследовалось волновое излучение, вызываемое модулированным пучком электронов, и генерируемые им вистлеры в окрестности работающего инжектора и в районе геомагнитного экватора. Моделировались и инициировались полярные сияния и радиочастотное излучения в авроральной области. Изучались процессы приобретения электрических зарядов космическими аппаратами и нейтрализации этих зарядов. Проводилось возбуждение модулированным плазменным пучком магнитогидродинамических и низкочастотных волн в ионосфере и поиск нелинейных структур в возбуждённой ионосферной плазме. Исследовались связи электромагнитных волн в ионосфере и магнитосфере и процессы преобразования энергии в системе «солнечный ветер — магнитосфера — ионосфера». В программу пассивных наблюдений входило изучение профилей ионосферной плазмы в различных условиях, картографирование ионосферы, изучение полярных каспов, исследование оптического и радиоизлучения в авроральной области.

## Космические аппараты проекта АПЭКС
Спутники «Интеркосмос-25» и «Магион-3» были запущены 18 декабря 1991 года ракетой-носителем «Циклон-3» с космодрома «Плесецк» на эллиптическую орбиту с апогеем 3080 км, перигеем 440 км, наклонением 82,5° и периодом обращения 122 мин. Это был единственный советский запуск научно-исследовательских спутников в 1991 году. Субспутник «Магион-3» был установлен на основном спутнике «Интеркосмос-25» и отделился от него через 10 дней после выведения на орбиту. В ходе полёта «Магион-3» совершал орбитальные манёвры, меняя расстояние до основного спутника от сотен метров до сотен километров и оказываясь впереди или позади него по ходу полёта. Использование двух аппаратов, имеющих аналогичные наборы научных приборов и проводящих измерения одновременно, позволило различать развитие наблюдаемых эффектов в пространстве и во времени.

### Интеркосмос-25
Спутник «Интеркосмос-25» (АУОС-З-АП-ИК) массой 1300 кг был создан в КБ «Южное» на платформе АУОС-З. Спутник имел систему гравитационной ориентации и стабилизации относительно местной вертикали, ориентация и стабилизация по курсу осуществлялась блоком маховика. Входящая в состав платформы АУОС-3 единая телеметрическая система обеспечивала управление как самим аппаратом, так и установленными на нём приборами, запись и передачу собранной научной информации.
На борту «Интеркосмос-25» были установлены следующие научные инструменты:
- Ускоритель электронов, созданный ИЗМИРАН, Институтом электросварки имени Е. О. Патона и Институтом электродинамики[укр.] НАН Украины. Было произведено более двухсот сеансов инжекции электронных пучков, модулированных частотой 32—20 000 Гц.
- Ускоритель плазмы, использующий ксенон в качестве рабочего тела, был создан ИЗМИРАН и калининградским «ОКБ Факел»[англ.], производящим плазменные двигатели для космических аппаратов. Было произведено более 250-ти сеансов инжекции плазмы, модулированной частотой 32-1000 Гц.
- Четыре инструмента для измерения параметров плазмы и заряженных частиц, разработанные ИКИ РАН, НИИЯФ МГУ, Геофизическим институтом АН Чехии[чеш.], ИЗМИРАН, Центром космических исследований АН Болгарии.
- Низкочастотный волновой комплекс, предназначенный для анализа электромагнитных волн в диапазоне 0.1-20 000 Гц, созданный в ИЗМИРАН.
- Высокочастотный волновой комплекс, разработанный ИЗМИРАН и Центром космических исследований АН Польши[англ.], работал в диапазоне 0,1 — 10 МГц.
- Три прибора для измерения электрических и магнитных полей и низкочастотных вариаций магнитного поля, созданные ИЗМИРАН и Центром космических исследований АН Болгарии.
- Широкополосный фотометр, фиксирующий излучение в диапазоне от ультрафиолетового до инфракрасного, созданный в оптической лаборатории Центра космических исследований АН Болгарии, и трехканальный спектрофотометр разработанный ИЗМИРАН и Киевским университетом.

В состав полезной нагрузки спутника входила система технического обеспечения СТО-АП, осуществляющая управление режимами приборов, сбор и предварительную обработку данных. СТО-АП позволяла получать информацию в большем объёме и с лучшим временным разрешением, чем единая система телеметрии спутника. Данные СТО-АП передавались в основном во время сеансов в реальном времени, воспроизведение записанных данных системой СТО-АП было возможно в ограниченном объёме и применялось эпизодически.
Управление спутником и приём данных единой системы телеметрии осуществлялись из Центра управления полётом космических аппаратов научного и народнохозяйственного назначения, располагавшегося в ИКИ РАН. Данные от системы технического обслуживания научных приборов СТО-АП передавались на приёмные пункты ИЗМИРАН (Троицк, Апатиты), ИКИ РАН (Таруса), обсерватории Панска Вес и Нойштрелиц. При этом зоны видимости спутника со станций единой телеметрической системы и станций приёма данных СТО-АП не всегда перекрывались, в результате чего данные экспериментов, управляемых через единую систему телеметрии, могли быть не  доступны через СТО-АП. Кроме того, канал передачи информации СТО-АП оказался подвержен сильному влиянию инжектируемой плазмы, из-за чего происходило пропадание части переданных данных. В результате в некоторые моменты было невозможно получить полный набор информации от научной аппаратуры и приходилось искать компромиссы между одновременными режимами работы различных инструментов.

### Магион-3
Микроспутник «Магион-3» (С2-АП) массой 52 кг создан в геофизическом институте Чехословацкой Академии наук. Ориентация аппарата осуществлялась по магнитному полю Земли. Для маневрирования на орбите использовалась двигательная установка, созданная в КБ «Южное» и работающая на сжатом газе. Управление полётом спутника «Магион-3» и приём научной информации осуществлялись чешской обсерваторией Панска Вес.
На борту «Магиона-3» были установлены следующие научные инструменты:
- Пять приборов для измерения параметров плазмы и заряженных частиц, созданных Геофизическом институтом АН Чехии[чеш.], Пражским университетом, Германским институтом космических исследований, НИИЯФ МГУ, Центром космических исследований АН Болгарии.
- Трёхкомпонентный магнитометр, Политехнический университет Бухареста.
- Волновой комплекс анализа низкочастотных электрических и магнитных полей, Геофизический институт АН Чехии[чеш.].
- Радиоспектрометр, Центр космических исследований АН Польши[англ.].
- Инфракрасный двухканальный фотометр, Центр космических исследований АН Болгарии.

## Результаты проекта
В ходе проекта «АПЭКС» впервые исследовалась возможность применения модулированных пучков заряженных частиц в качестве бесконструкционных излучающих антенн. Низкочастотное излучение на основной частоте модуляции электронного пучка было зафиксировано на борту субспутника, находившегося на расстоянии нескольких десятков километров от основного космического аппарата. Проведены эксперименты по изучению критической ионизации при инжекции нейтрального газа в околоземную плазму. Экспериментально исследована возможность инжекции со спутника электронных пучков на высотах 500—1000 км в условиях нескомпенсированного заряда аппарата и компенсации заряда эмиссией ксеноновой плазмы. На субспутнике «Магион-3» впервые проводились натурные наблюдения в околоземном пространстве электронных пучков, инжектируемых основным аппаратом, обнаружено ускорение электронных всплесков до энергий в несколько сот килоэлектронвольт.
В ходе пассивных исследований на спутниках проекта «АПЭКС» изучалось распространение в магнитосферу возмущений из локальных областей ионосферы, искусственно нагретых стендом «Горизонт». Проводилось изучение естественных ионосферных явлений — экваториальной аномалии, главного ионосферного провала, плазменных пузырей. Были открыты новые типы ионосферных провалов в средних и высоких широтах. Впервые в ходе космических экспериментов была продемонстрирована возможность баллистического прохождения волны через ионосферный волновой барьер и предложена качественная теория этого явления. Обнаружены новые типы нелинейных электромагнитных структур в ионосфере. В ходе наземно-спутниковых измерений отрабатывались методы спутниковой радиотомографии и были построены послойные профили ионосферы в реальном времени.

### Комментарии
1. ↑  Авроральная зона (авроральный овал) Архивная копия от 15 апреля 2021 на Wayback Machine — область, занимаемая полярными сияниями, находится на высоте ~100-150 км. Окружает геомагнитный полюс, достигает геомагнитной широты ~78° на дневной стороне и ~68° на ночной стороне. С ростом геомагнитной возмущенности расширяется в более южные широты.
2. ↑  Полярные каспы — воронкообразные области в магнитосфере, возникающие в приполярных областях, на геомагнитных широтах ~ 75°, при взаимодействии солнечного ветра с магнитным полем Земли. Через каспы частицы солнечного ветра проникают в ионосферу, нагревают её и вызывают полярные сияния[8].
3. ↑  Днём в приэкваториальной области ионосферы по обе стороны от геомагнитного экватора образуются области высокой ионизации. Это явление известно как экваториальная аномалия или аномалия Эпплтона Архивная копия от 20 июня 2021 на Wayback Machine.
4. ↑  Главный ионосферный провал — область пониженной концентрации электронов, наблюдающаяся на ночной стороне в субавроральной области[28].
5. ↑  Экваториальные плазменные пузыри — явление, наблюдаемое в ночное время в области геомагнитного экватора; области пониженной концентрации электронов, вызывающие задержку распространения радиосигналов[29]
6. ↑  ИОНОСФЕ́РНЫЙ ВОЛНОВО́Д : [арх. 21 октября 2022] / А. П. Сухоруков // Большая российская энциклопедия : [в 35 т.] / гл. ред. Ю. С. Осипов. — М. : Большая российская энциклопедия, 2004—2017.